# Peultenbos
Het Peultenbos is een natuurgebied nabij de tot de Antwerpse gemeente Putte behorende plaats Peulis.
Het gebied, dat enkele tientallen ha beslaat, wordt beheerd door Natuurpunt.

## Geschiedenis
Het bos als zodanig bestaat al eeuwenlang. In de 16e eeuw was het onderdeel van het Waverwoud. De Grote Krankhoeve (1712) lag in de nabijheid, waardoor men eertijds van '"Krankhoevebossen sprak.

## Gebied
Het gebied ligt ten westen van de kom van Peulis en is een van de laatste vochtige eikenbossen in de omgeving. De Houten Brugbeek en de Waversebeek stromen door dit bos, dat op 7-8 meter hoogte ligt.
Het eikenbos wordt omringd door graslanden, een populierenaanplant en een naaldhoutaanplant. De daardoor ontstane gradiënten zorgen voor een verscheidenheid aan biotopen.

## Flora en fauna
In de nattere delen van het bos groeien moerasspirea, gele waterkers, dalkruid en kleine maagdenpalm. In het eigenlijke broekbos vindt men ook zwarte els, lelietje-van-dalen en moeraswalstro. In het voorjaar groeit bosanemoon op de bodem van het bos.
Een deel van het naaldhout wordt niet gekapt, omdat daar sperwer, buizerd en boomvalk broeden.
De bunkers die in dit gebied liggen bieden een schuilplaats voor de grootoorvleermuis.

## Toegankelijkheid
Het gebied is vrij toegankelijk op de wandelpaden, die echter drassig kunnen zijn.